# Independence (LNG-terminal)
FSRU Independence är en gastanker som ägs av det norska  rederiet Leif Höegh & Co.  Fartyget är uthyrt till Litauen på ett tioårskontrakt från 2014[Uppdatering behövs] och används som flytande LNG-terminal för lagring och återförgasning i Klaipėda i Litauen av Klaipėdos Nafta.
Independence byggdes vid Hyundai Heavy Industries i Sydkorea och anlände till Klaipėda den 27 oktober 2014 efter en fem månader lång resa. Fartyget kan producera upp till tio miljoner kubikmeter naturgas per dag och stå för Litauens hela naturgasbehov. 
Under energikrisen efter Rysslands invasion av Ukraina 2022 framhöll den amerikanska medieorganisationen Politico att naturgasterminalen i Klaipėda är ett exempel på hur Europa skulle kunna bryta beroendet av rysk naturgas och fritt välja leverantör.